# Thomas Compère-Morel
Pour les articles homonymes, voir Compère-Morel.
 (août 2014).
Si vous disposez d'ouvrages ou d'articles de référence ou si vous connaissez des sites web de qualité traitant du thème abordé ici, merci de compléter l'article en donnant les références utiles à sa vérifiabilité et en les liant à la section « Notes et références ».
Thomas Compère-Morel est un écrivain français. Il est enseignant à Paris, où il est né en 1960.

## Biographie
Après plusieurs années passées dans le tourisme (Nouvelles Frontières, Marmara, Go Voyages, Étapes Nouvelles), il se voit confier en 1995 la direction de l’Historial de la Grande Guerre (Péronne – Somme). Le Ministère de la Culture lui décerne en 1999 le Grand prix des musées de France (Jeune talent) en récompense de sa programmation historique, comparatiste, mais aussi culturelle et artistique. Thomas Compère-Morel devient secrétaire de l’Association internationale des musées d’histoire, puis secrétaire du Comité français de l'ICOM. À compter de 2005, il contribue à la préparation du lancement de la Cité nationale de l'histoire de l'immigration (Paris).
En 2000, il publie un recueil de textes, L’Hypsignathe suivi de La Grande Guerre du Musée (aux éditions Bernard Dumerchez, avec le soutien de l’Historial de la Grande Guerre), et, en 2005, La Gare centrale, un roman, aux Éditions du Seuil (Fiction & Cie). En 2012, les éditions Dumerchez publient 365 Fulgores, son premier recueil de poésie (illustré par Robert Combas). Les Éditions Frémeaux & Associés publient en 2003 sa lecture de la Lettre au Père de Kafka.
Il écrit en 2013 avec le réalisateur Andrea Baldini le scénario d’un court métrage, Ferdinand Knapp. Le film est sélectionné par plus de quatre-vingts festivals, dont la Mostra de Venise 2014.
Depuis 2016, il enseigne en première et deuxième années de mastère ainsi qu’en MBA à l'EAC, école de management du marché de l'art, de la culture, du patrimoine et du luxe (Groupe EAC – Paris, Shanghaï), les matières suivantes : management culturel, patrimoine et musées, organisation et structuration des musées, ingénierie culturelle. Il enseigne également à Vatel, école internationale d'hôtellerie et de management (image de soi, expression orale, communication, géopolitique, environnement économique, économie générale, économie d'entreprise, économie touristique).
Il collabore à Jazz Magazine.
Il est le secrétaire général de l’Association Les amis d’Albert Cohen (J.o. 04/06/2011, 20110023-611). Il est le président fondateur de l'Association internationale pour le dépistage, la protection et le développement de la fantaisie terrienne (J.o. 26/05/2001, 20010021-1884).
Il est l’arrière-petit-fils d’Adéodat Compère-Morel, homme politique socialiste, député, orateur fameux, qui dirigea Le Populaire et assura la direction technique de l’Encyclopédie socialiste, syndicale et coopérative de l'Internationale ouvrière (Librairie Aristide Quillet, 1912-1921, 12 volumes).

## Enregistrement
- Lettre au Père de Franz Kafka, Frémeaux & Associés, 2003.